# Cultura dels vasos d'embut

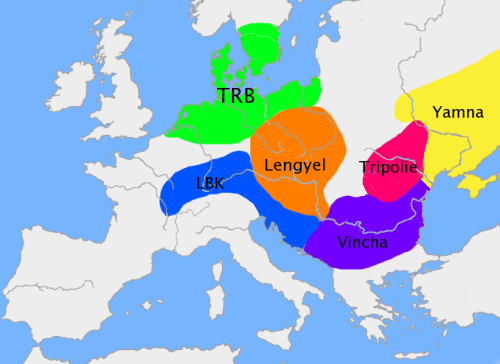
Mapa d'Europa cap al 3500 aC que mostra una aproximació de la cultura dels vasos d'embut (en verd) i d'altres cultures importants contemporànies

La cultura dels vasos d'embut (en alemany: Trichter Becher Kultur, sovint abreujat TRB) és el nom d'una cultura arqueològica del Neolític que es va estendre a Europa central i del Nord des de ca. 4200 aC fins a ca. 2800 aC, així nomenada per la forma de ceràmica moltcaracterística, atuells amb coll en forma d'embut.
Habitaven la zona geogràfica des del sud de Noruega fins a l'actual frontera entre República Txeca i Àustria, i des dels Països Baixos fins a Ucraïna. La cultura va ser definida per l'arqueòleg alemany Gustaf Kossina i va ser el polonès Konrad Jażdżewski qui li va donar el seu nom actual l'any 1930.

## Formació

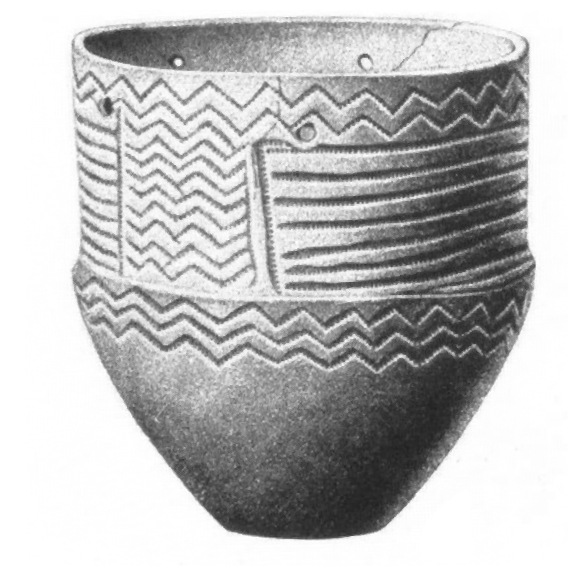
Vas en forma d'embut trobat en una sepultura col·lectiva d'Escània, Suècia

Encara es discuteix on, quan i com es va originar la cultura dels vasos d'embut. La dada que es creu més antiga procedeix d'un túmul funerari de Sarnowo, a Polònia, que es remunta al 4400 aC. Tanmateix, aquesta datano fa pas unanimitat.
Altres dades més fidedignes, restes de carbó d'aliments conservats en fragments de ceràmica, procedeixen d'excavacions a la costa del sud-oest del Bàltic, a prop de Wangels, a Alemanya, on la datació per radiocarboni dona com a data 4100 aC.

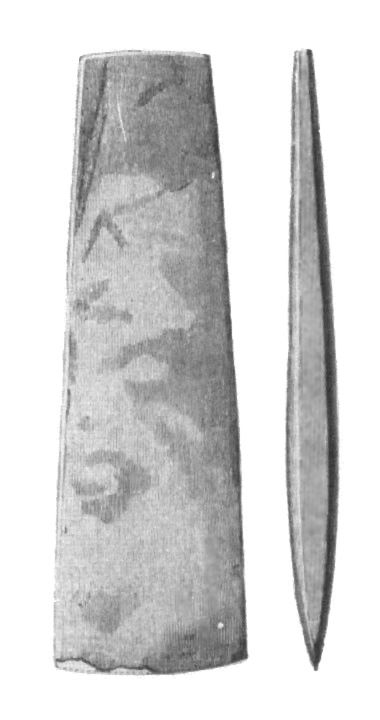
Destral procedent d'Escània

Pel que sembla, la formació de la cultura dels vasos d'embut es relaciona amb les primeres importacions de coure a la costa del Bàltic. Aquest metall era ja accessible per a les poblacions de caçadors i recaptadors de la cultura Ertebolle, i potser va produir importants canvis socials i ideològics, mentre que l'estructura econòmica es desenvolupava lentament cap a l'agricultura de subsistència. La relació entre l'aparició d'objectes de coure i la formació d'una societat neolítica també s'ha fet palesa a la regió dels Alps com ara la cultura Mondsee i la cultura de Pfyn.
La cultura dels vasos d'embut s'assumeix com la primera cultura agrícola del sud d'Escandinàvia, però les opinions estan dividides sobre si va ser introduïda o no per migracions. Després de la Segona Guerra Mundial, el consens entre els erudits d'Escandinàvia va ser que la cultura es va estendre a la regió de manera pacífica per difusió cultural i que la població indígena, entre ells els pobladors de les cultures Ertebølle i Lihult, van adoptar l'agricultura de manera espontània a causa dels canvis ambientals. Estranyament, la cultura dels vasos d'embut va ser posteriorment desplaçada cap al sud del llac Mälaren per una cultura de caçadors i recaptadors anomenada la cultura de la ceràmica perforada.
Pel que sembla, la cultura s'hauria originat a la costa sud del Bàltic. Pot ser que va ser el resultat d'un contacte que mantenien les poblacions caçadores mesolítiques amb les més antigues poblacions camperoles del sud. L'ús d'atuells de terrissa en la cultura Ertebolle des de ca. 4800 aC així com de destrals de pedra, sembla mostrar que hi ha hagut bescanvir durant un període força llarg. Les troballes a Dinamarca mostren que es tenia contacte amb la cultura de la ceràmica de bandes –caracteritzat per línies de decoració amb incisions paral·leles i puntuats.

## Assentaments

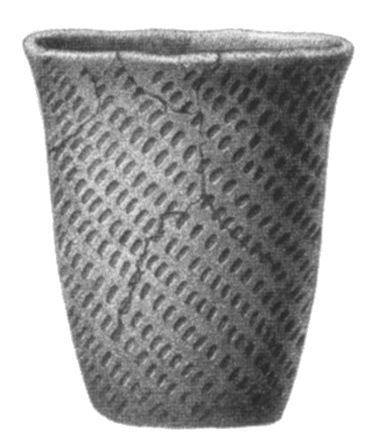
Ceràmica procedent d'un dolmen a Västergötland, Suècia

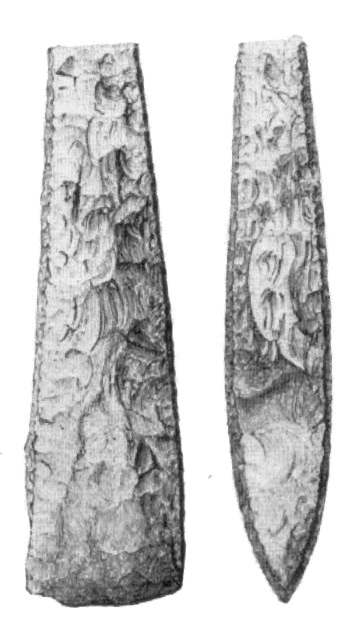
Destral de pedrenyal de Närke (Suècia), característica tant de la cultura dels vasos d'embut com de la cultura de la ceràmica perforada

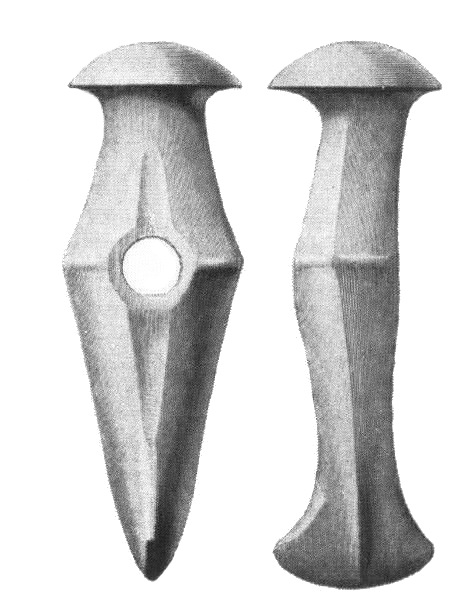
Destral de guerra poligonal, procedent de Dalecarlia

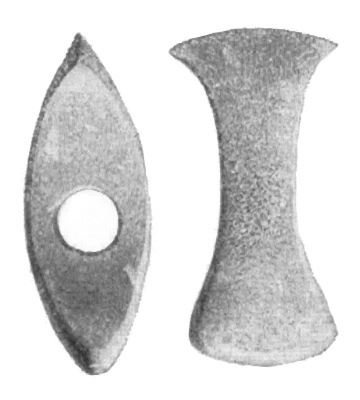
Destral de guerra de doble tall, procedent d'Escània

Amb l'excepció d'alguns assentaments a l'interior, com el poblat d'Alvastra, els nuclis de població es van localitzar a prop dels de la prèvia cultura Ertebolle, al costat del mar. Les cases es construïen amb branques i llot, i mesuraven aproximadament 12 × 6 m. Els poblats es dedicaven principalment a la cria d'ovelles, vaques, porcs i cabres, però també a la pesca i a la caça. S'hi conreaven varietats primitives de blat i ordi en camps que ràpidament perdien fertilitat, per la qual cosa les poblacions es desplaçaven a curtes distàncies. També hi explotaven recursos minerals, per exemple, a la zona de Malmö, en la qual s'extreia sílex i es venia a altres regions, com l'interior de la península Escandinava. La cultura dels vasos d'embut importava coure d'Europa central, en particular punyals i destrals.

## Religió i tombes
Les cases s'aixecaven al voltant d'una tomba monumental, que és un símbol de cohesió social. Les pràctiques funeràries variaven d'acord amb la regió i l'època, però la inhumació sembla haver-hi estat la regla. Les tombes més antigues consistien en cambres de fusta dintre de grans túmuls, però posteriorment van predominar els passadissos funeraris i els dòlmens.
Originàriament, les estructures funeràries eren possiblement cobertes amb llot i l'entrada tancada amb una roca. La cultura dels vasos d'embut marca l'aparició de tombes megalítiques a les costes del Bàltic i el mar del Nord, i n'és un exemple Sieben Steinhäuser al nord d'Alemanya. Les estructures megalítiques d'Irlanda, França i Portugal són més antigues i no tenen relació directa amb aquesta cultura.
Probablement, les tombes no s'aixecaven per a qualsevol persona difunta, sinó només per a una elit. A les tombes, les persones ofrenaven vasos de ceràmica que potser contenien aliment, a més a més d'atxes i d'altres objectes de pedrenyal. També s'hi dipositaven destrals i ceràmica en rius i llacs propers a la zona de conreu. També es van construir grans centres de culte envoltats d'estaques, terraplens i fossats. El més gran d'aquests centres és el trobat a Sarup, a l'illa de Fiònia, Dinamarca, que comprèn 85 000 m² i s'ha estimat que va caldre uns 8.000 dies de treball per a construirl-lo. Un altre important centre de culte és el de Stävie, a la vora de Lund, Suècia, que comprèn 30 000 m².

## Objectes
La cultura pren el seu nom de la ceràmica característica, vasos i àmfores amb colls en forma d'embut, que potser eren utilitzats per a beure. Una troballa atribuïda a la cultura dels vasos d'embut és l'olla de Bronocice, que té el dibuix més antic conegut d'un vehicle de rodes. L'olla data de ca. 4000 aC.
La tecnologia estava basada en el pedrenyal, del qual van ser importants els dipòsits de Bèlgica, l'illa de Rügen i Cracòvia.
La cultura utilitzava destrals de batalla que eren versions en pedra de les atxes de coure d'Europa central. Les versions més antigues tenien múltiples angles, i les posteriors són anomenades de doble tall, encara que un dels talls esmolalls era més arrodonit.

## Ètnia i llengua
Poc se sap sobre les arrels ètniques o idiomàtiques de la cultura. En el context de la hipòtesi dels kurgans, la cultura es considera com no indoeuropea, i representa el que Marija Gimbutas va anomenar «cultura de la Vella Europa» (vegeu cultura iamna).
D'altra banda, publicacions neerlandeses esmenten funerals mixtos i proposen el canvi ràpid cap a la cultura de la ceràmica cordada en un lapse de dues generacions, que hauria succeït cap a 2900 aC en territoris danesos i neerlandesos de la cultura dels vasos d'embut.